# Haarlemse Honkbalweek 1961

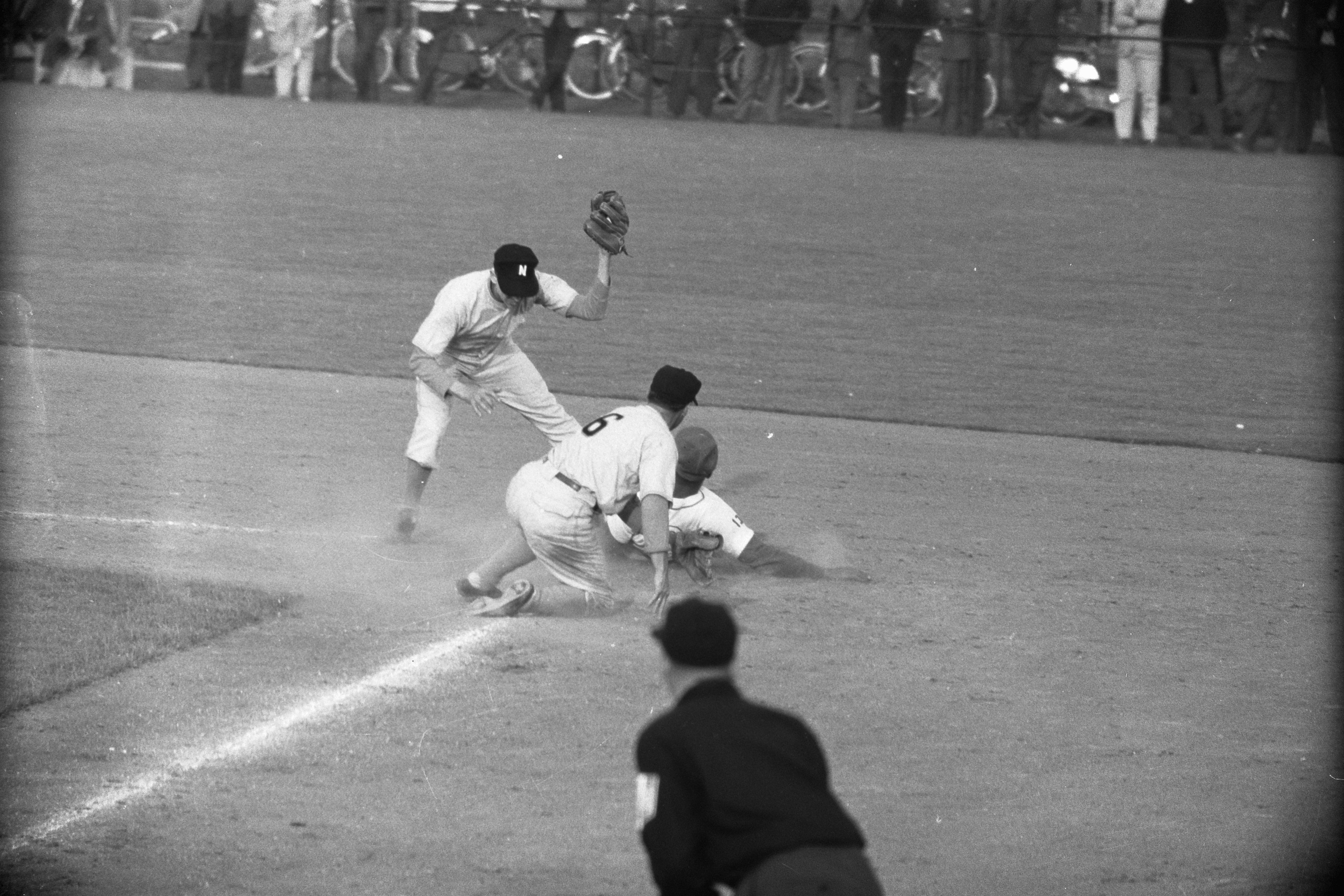
Spelmoment bij tweede honk op 25 juli 1961

De Haarlemse Honkbalweek 1961 was een honkbaltoernooi gehouden in Haarlem van 22 juli tot en met 30 juli 1961.
Het toernooi werd gehouden op de velden aan het Badmintonpad van de vereniging Kinheim. Het was de allereerste versie van het toernooi. De deelnemende teams waren:
- Alconbury Spartans (team van de Amerikaanse Luchtmacht)
- Wiesbaden Flyers (team van de Amerikaanse Luchtmacht)
- Chateauroux Sabres (team van de Amerikaanse Luchtmacht)
- Mannheim Knights (Duitsland)
- London All Stars (Engeland)
- Kieviten (Nederland)

Alle wedstrijden waren uitverkocht en duizenden mensen volgden de wedstrijden. De uiteindelijke winnaar werden de Alconbury Spartans. Het toernooi werd afgesloten met een All-Star wedstrijd tussen een Europees team en een Amerikaans team, samengesteld uit de beste spelers van de deelnemende teams. De Nederlandse selectie behaalde de vierde plaats.
1e in 1961 · 2e in 1963 · 3e in 1966 · 4e in 1968 · 5e in 1969 · 6e in 1971 · 7e in 1972 · 8e in 1974 · 9e in 1976 · 10e in 1978 · 11e in 1980 · 12e in 1982 · 13e in 1984 · 14e in 1988 · 15e in 1990 · 16e in 1992 · 17e in 1994 · 18e in 1996 · 19e in 1998 · 20e in 2000 · 21e in 2002 · 22e in 2004 · 23e in 2006 · 24e in 2008 · 25e in 2010 · 26e in 2012 · 27e in 2014 · 28e in 2016 · 29e in 2018